# Oral Shaw
Oral-Franciz Valgaard Shaw (født 1973) er en dansk præst og tidligere atlet og medlem af AGF.
Oral Shaw er kirkebogsførende sognepræst i Nørre Tranders pastorat, som er et forstadssogn lidt uden for Aalborg, i Nordjylland. Forinden var han sognepræst dels i Sankt Clemens Kirke i Randers, og senere ved Sct. Hans og Sct. Olai kirke i Hjørring. Han havde i 2009 otte måneders orlov for at være feltpræst for de danske styrker i Afghanistan, hvilket var hans første udsendelse som feltpræst. Efterfølgende er det blevet til en del kortere udsendelser som feltpræst, både til Irak og Afghanistan.
Han blev feltpræst for Hjemmeværnet i Vendsyssel 2004, og har siden 2008 været feltpræst for Jægerkorpset og har som nævnt flere udsendelser til bl.a. Irak og Afghanistan bag sig.
Han startede sin tid som præst i Egeris Pastorat, Skive i 2002, og var derefter en kort periode ansat som adjunkt ved Skive Seminarium. Senere vendte han tilbage til jobbet som sognepræst, hvor han bl.a. var præst i Asmild og Tapdrup sogne i 2003/2004, i Frejlev og Sønderholm sogne i 2005/2006 hvorefter han kom til Sankt Clemens kirke i Randers og sidenhen til Sct. Hans og Sct. Olai kirke i Hjørring, hvor han foruden sit arbejde som sognepræst, også var ansat som ungdomspræst for de to Hjørring provstier. I juli 2016 tiltrådte Oral Shaw stillingen som kirkebogsførende sognepræst ved Nørre Tranders og Rørdal kirker nær Aalborg.

## Danske mesterskaber
- Guld 1997 400 meter 48,61
- Sølv 1996 400 meter-inde 50.26
- Sølv 1995 400 meter 48.4
- Guld 1995 400 meter-inde 49.27
- Guld 1994 400 meter 47,73
- Sølv 1993 400 meter 49.92

## Copenhagen Games
- Guld 1994 400 meter 47,53

## Danske U23-rekorder
- 4 x 400 meter klubhold 3:19.64 20. august 1995